# Andrej Čebul
Andrej Čebul, slovenski rimskokatoliški duhovnik in nabožni pisatelj, * 1758, Guštanj (sedaj Ravne na Koroškem), † 1839, Vitanje.

## Življenje in delo
Bogoslovje je študiral v graškem generalnem semenišču in bil prav tam 1788 posvečen. V letih 1788–1797 je bil kaplan v Lembahu (Avstrija), od 1797–1798 prav tam provizor, od 1798–1799 katehet v Mariboru, potem župnik v Vitanju. Bil je odločen jožefinec. V generalnem semenišču je bil med tistimi gojenci, ki jih graški škof ni hotel posvetiti, ker so bili njihovi odgovori pri izpitih po njegovem mišlenju v nasprotju s krščanskimi dogmami.
Čebul je verjetno avtor knjige Ein kleines Wörterbüchlein nämlich windisch und deutscher Sprache. Enu mala Besedishe Nemrizh Slovinskiga inu Nemshkiga Jesika (Maribor, 1789); za njegovo avtorstvo govori poleg prosvetljenosti zlasti jezik, ki je »guštanjsko narečje«, pomešano z oblikami narečja Tolstega vrha in Strojne.